# Schlacht um Charkiw (2022)
Die Schlacht um Charkiw zwischen den ukrainischen Streitkräften und den Streitkräften Russlands fand im Frühjahr 2022 um die ukrainische Stadt Charkiw statt, die eines der Hauptangriffsziele Russlands im russischen Angriff auf die Ukraine darstellte. Die Schlacht endete mit einem Sieg der Ukraine nach Rückzug der russischen Streitkräfte.

## Verlauf

### Angriff auf die Stadt im Februar 2022
Am 24. Februar überquerten die in Belgorod versammelten russischen Truppen die Grenze und begannen ihren Vormarsch auf Charkiw, ein wichtiges Ziel im ursprünglichen Angriffsplan.
Russische Kräfte wurden beim Vormarsch mit Artillerie und die 20. Gardearmee unterstützt, die über 560 BMP-1-Schützenpanzer und 300 T-72-Kampfpanzer verfügte, trafen aber auf massiven ukrainischen Widerstand. Am 26. Februar erklärte Oleh Synjehubow, der Gouverneur der Oblast Charkiw, dass die gesamte Stadt weiter unter ukrainischer Kontrolle stehe.
Am frühen Morgen des 27. Februar zerstörten russische Truppen eine Gaspipeline in Charkiw. Später am Morgen drangen russische Truppen in Charkiw ein und wurden in heftige Straßenkämpfe verwickelt, so das Ministerium für innere Angelegenheiten der Ukraine. Gouverneur Synjehubow berichtete am späten Nachmittag desselben Tages, dass die Stadt wieder vollständig unter ukrainischer Kontrolle sei.
Nach dieser Niederlage unternahmen die russischen Truppen keinen weiteren Versuch mehr, mit Bodentruppen in die Stadt vorzustoßen, sondern intensivierten den Beschuss.
Am 4. März gab Human Rights Watch (HRW) bekannt, dass die russischen Streitkräfte am 28. Februar Streubomben in den Bezirken Industrialnyi, Moskovskyi und Shevchenkivskyi eingesetzt hätten. HRW wies darauf hin, dass der Einsatz von Streubomben durch das Übereinkommen über Streumunition von 2010 verboten ist und dass ihr Einsatz aufgrund der Bedrohung der Zivilbevölkerung ein Kriegsverbrechen sein könnte. Am 13. Mai berichtete CNN, dass neue Beweise belegten, dass Generaloberst Alexander Alexandrowitsch Schurawljow den Einsatz von 17 Streubomben der Smertsch-Streurakete durch die 79. Raketenartillerie-Brigade gegen diese zivilen Ziele angeordnet habe. Diese Angriffe töteten mindestens drei Zivilisten.

### Artilleriebeschuss im März und April 2022
Auch nachdem sich russische Truppen aus dem Innenstadtbereich zurückgezogen hatten, blieb es bei einer engen Umklammerung von Charkiw im Norden und Osten der Stadt, was es den russischen Kräften erlaubte, die Stadt unter ständigen Artilleriebeschuss zu nehmen. Bereits am 1. März 2022 kam es zu Schäden an einem Opernhaus, einer Konzerthalle und Verwaltungsgebäuden. Der Einschlag einer Rakete auf dem Platz der Freiheit wurde durch eine Überwachungskamera aufgezeichnet. Die Rakete beschädigte das Hauptgebäude der Regionalverwaltung stark.
Das slowenische Konsulat wurde dabei zerstört.
Am 2. März erklärte Gouverneur Synjehubow, dass in den vorangegangenen 24 Stunden mindestens 21 Menschen getötet und 112 verwundet worden seien. Das Hauptquartier der Polizei von Charkiw, eine Militärakademie und die Nationale Universität von Charkiw wurden am Morgen durch russischen Beschuss beschädigt.
Am 7. März gab das ukrainische Verteidigungsministerium bekannt, dass die ukrainischen Streitkräfte nahe Charkiw den russischen Generalmajor Witali Gerassimow, den stellvertretenden Kommandeur der 41. Armee, getötet hätten, was sich allerdings später als falsch herausstellte. Am 18. März gab es einen russischen Beschuss von Saltiwka, bei dem Borys Romantschenko getötet wurde, der während der Zeit des Nationalsozialismus in Deutschland die Konzentrationslager Buchenwald, Peenemünde, Mittelbau-Dora und Bergen-Belsen überlebt hatte.
Die Stadt wurde auch nach dem Rückzug der russischen Truppen aus dem Norden der Ukraine Anfang April zunächst weiter aus der Luft und mit Artillerie bombardiert. Die BBC bekam ukrainische Berichte zu hören, wonach russische Truppen mit weißen Fahnen auf Ukrainer zugekommen seien und bei genügender Nähe das Feuer eröffnet hätten. Zudem, so die BBC, sei in einem Krieg mit Russland die Front „überall“, da Russland jederzeit aus der Luft mit Bomben oder Raketen angreifen könne; die Angreifer terrorisierten die gesamte Bevölkerung, dies sei das „syrische Drehbuch“, so der Korrespondent Quentin Sommerville: Umzingeln, Belagern, Terrorisieren.

### Ukrainische Gegenoffensiven im Mai und September 2022
Den ukrainischen Streitkräften gelang es Mitte Mai 2022 in einer lokal begrenzten Gegenoffensive, die russischen Verbände aus der unmittelbaren Umgebung der Stadt zu vertreiben und so die Belagerung zu beenden. Nach Einschätzung der amerikanischen Denkfabrik Institute for the Study of War (ISW) hatte die Ukraine somit die Schlacht um Charkiw gewonnen, da die Innenstadt nun außer Reichweite der russischen Artillerie war.
Die russischen Kräfte hielten jedoch weiterhin einen Geländestreifen im Norden der Region, von dem aus weiterhin sporadische Raketenbeschüsse der Stadt und der Vororte erfolgten. Erst mit der erfolgreichen ukrainischen Gegenoffensive im September 2022 konnte der Oblast Charkiw weitestgehend befreit werden; russische Truppen zogen sich aus dem Norden der Stadt bis hinter die russische Grenze zurück und der Großraum der Stadt Charkiw war somit erstmals seit Februar außerhalb der Reichweite der russischen Artillerie.

## Folgen
Laut Amnesty International starben bis zum Juni 2022 606 Zivilisten durch die Angriffe auf die Stadt. Besonders kritisiert wurde dabei der Angriff auf Wohnviertel mit Streumunition, die nicht durch die Stationierung von Artillerie in der Nähe von Wohngebäuden gerechtfertigt sei. Als Beispiel nannte Amnesty International den Beschuss eines Spielplatzes, der zu neun Toten und 35 Verletzten führte. Zeitweise war die Evakuierung von 600.000 Menschen notwendig. Angaben zu getöteten Soldaten stammten jeweils von der Gegenseite.
Schwer beschädigt wurden unter anderem das Hauptgebäude der Regionalverwaltung, das Polizeihauptquartier, die Wirtschaftswissenschaftliche Fakultät der Karasin-Universität, die Feuerwache Nr. 4, der Sportpalast, das Metro-Depot, das Straßenbahndepot Saltiwka oder die Fachschule Nr. 134, in der sich russisches Militär verschanzt hatte.

Schäden
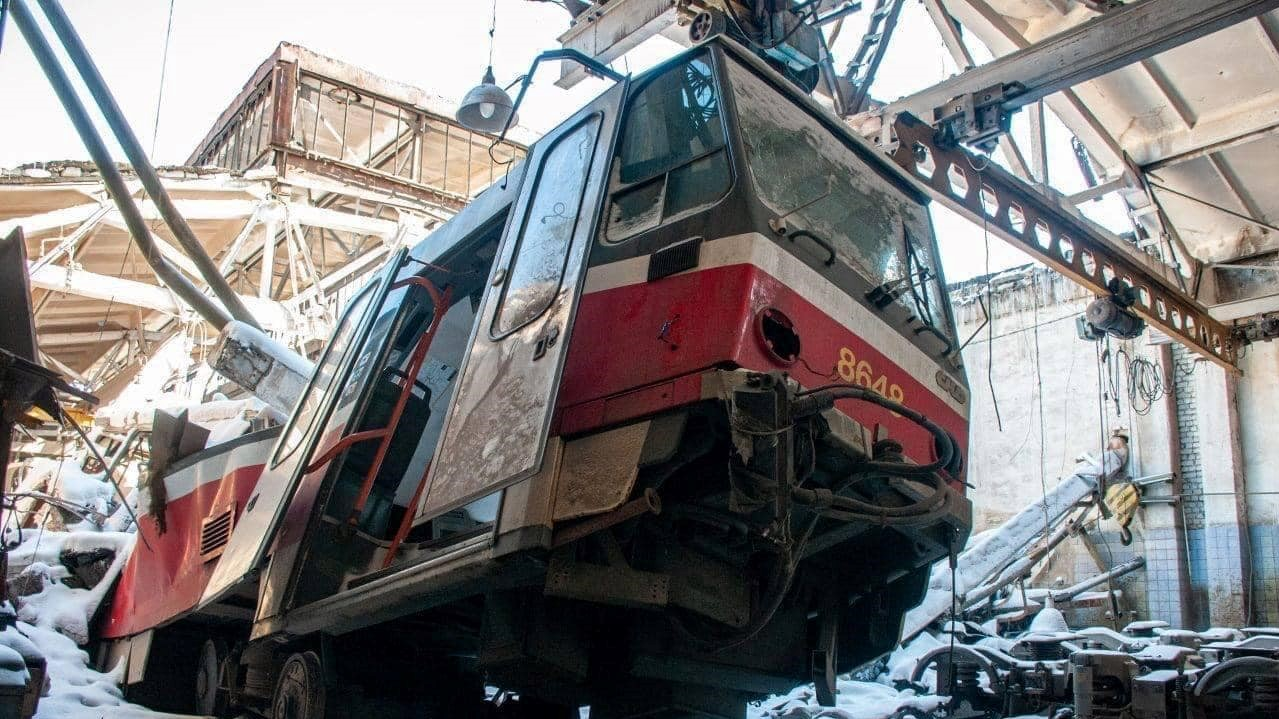
Straßenbahndepot Saltiwka
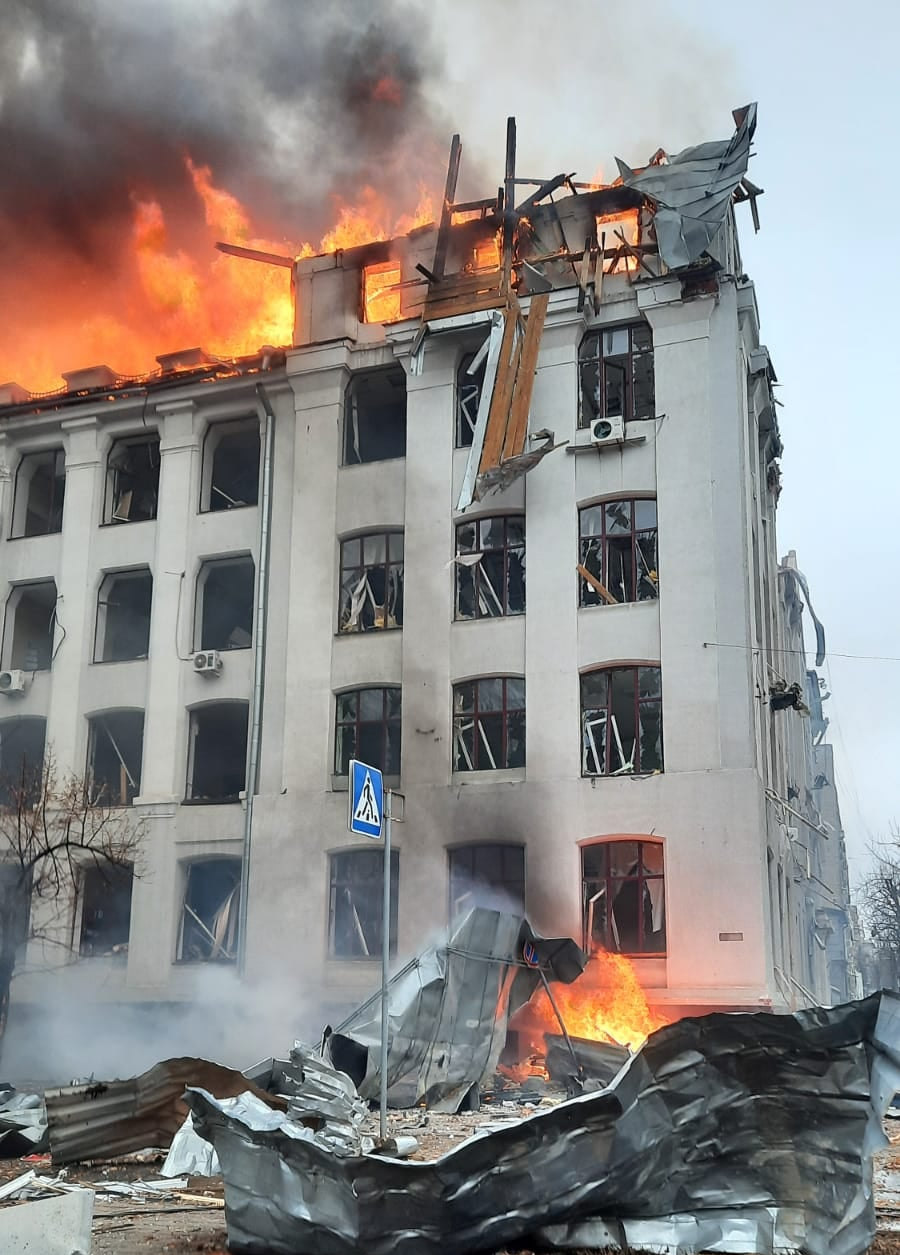
Hochschulgebäude der Karasin-Universität
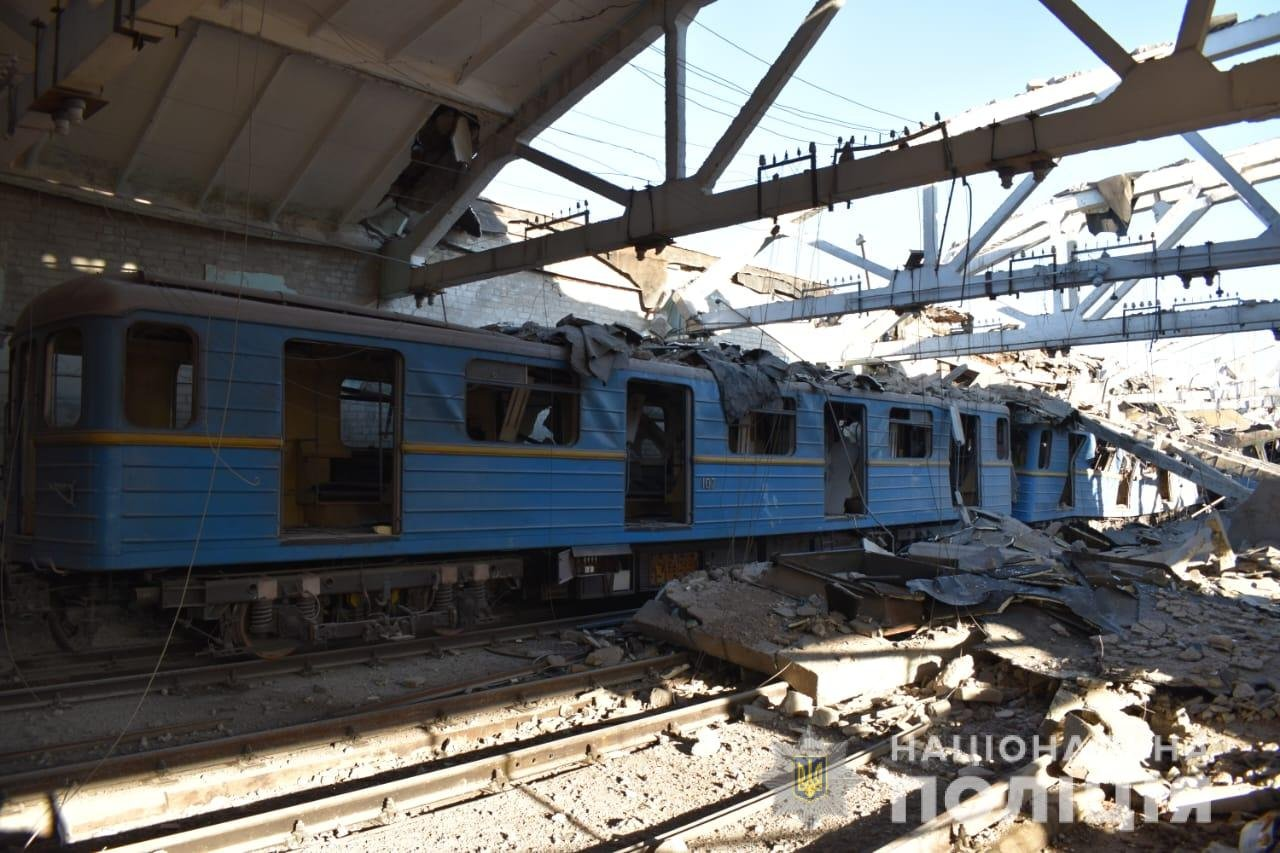
Metro-Depot
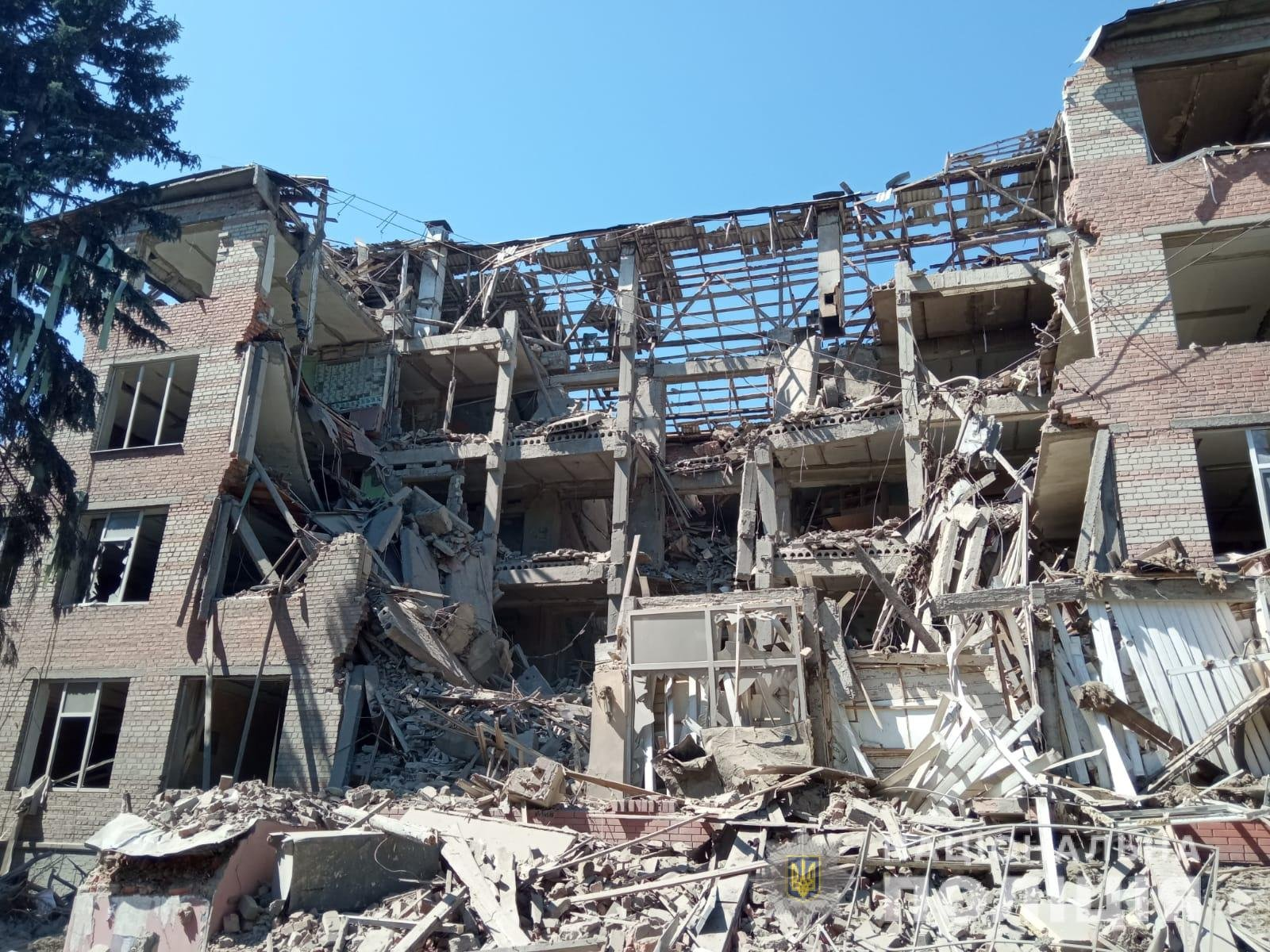
Schulgebäude der Staatlichen Akademie für Kommunalwirtschaft
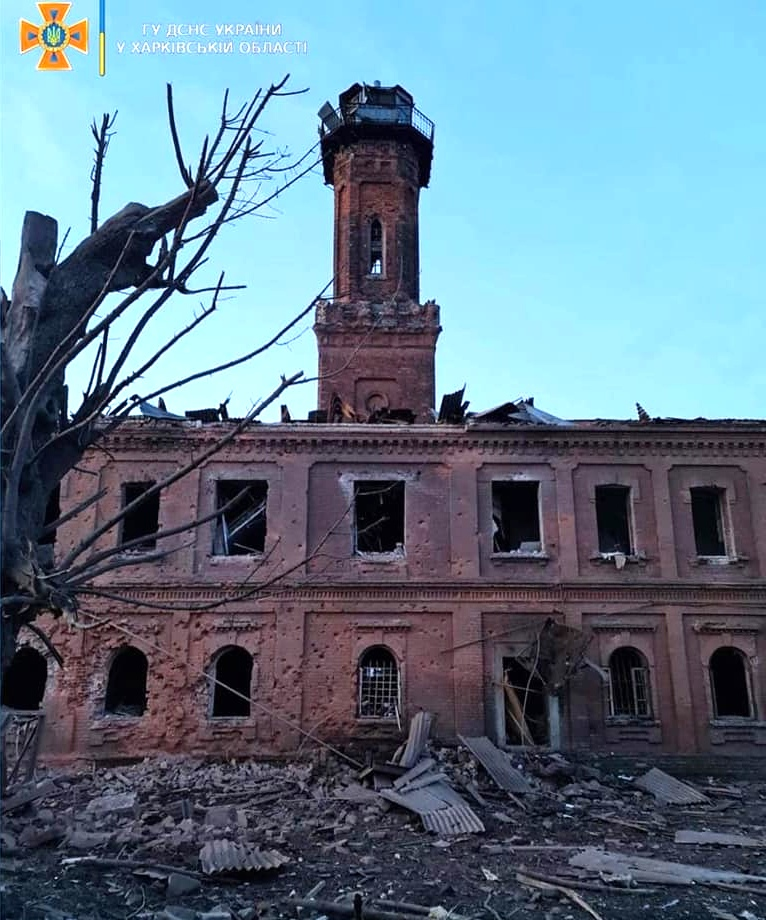
Feuerwache Nr. 4
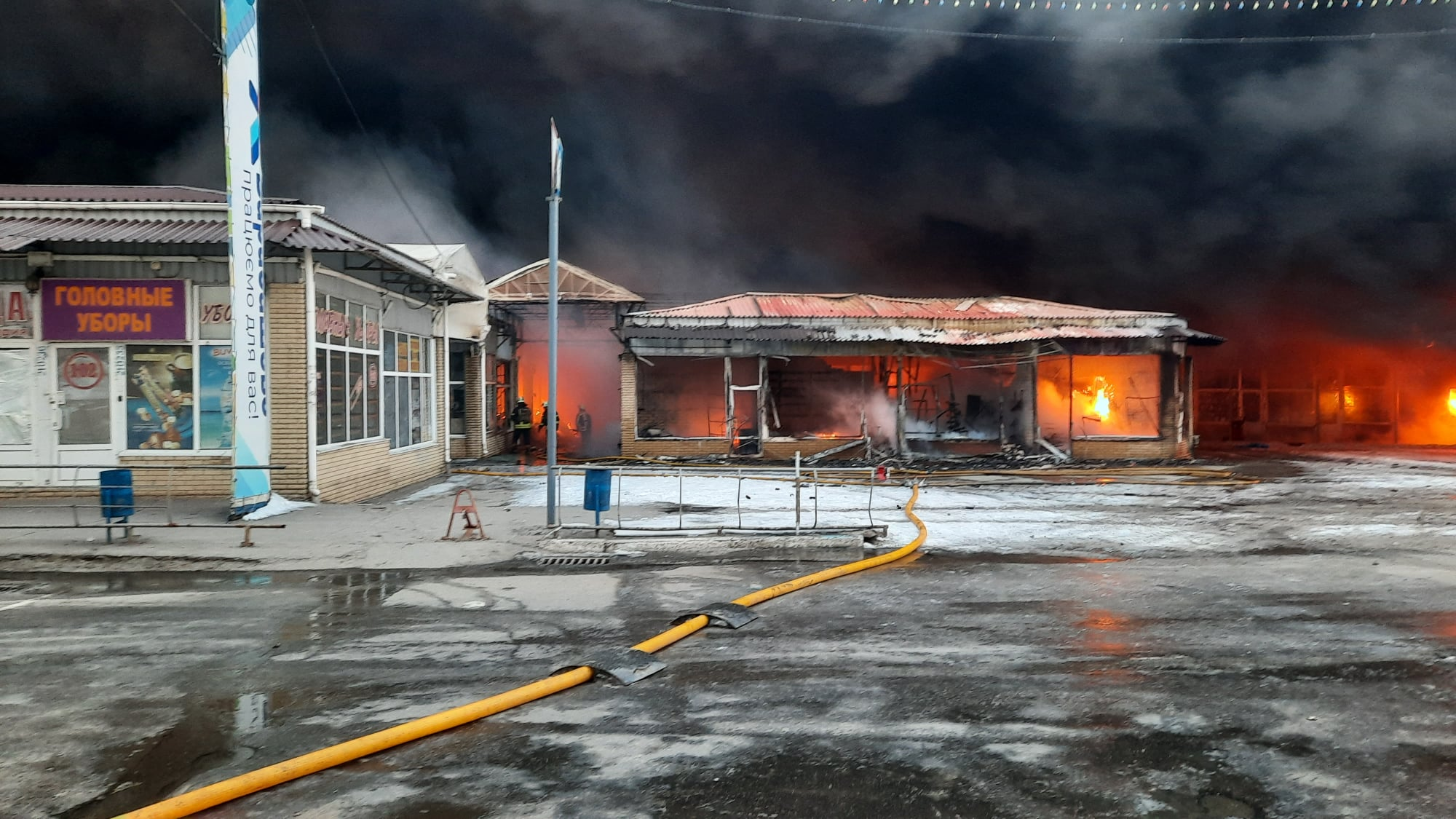
Barabaschowo-Markt
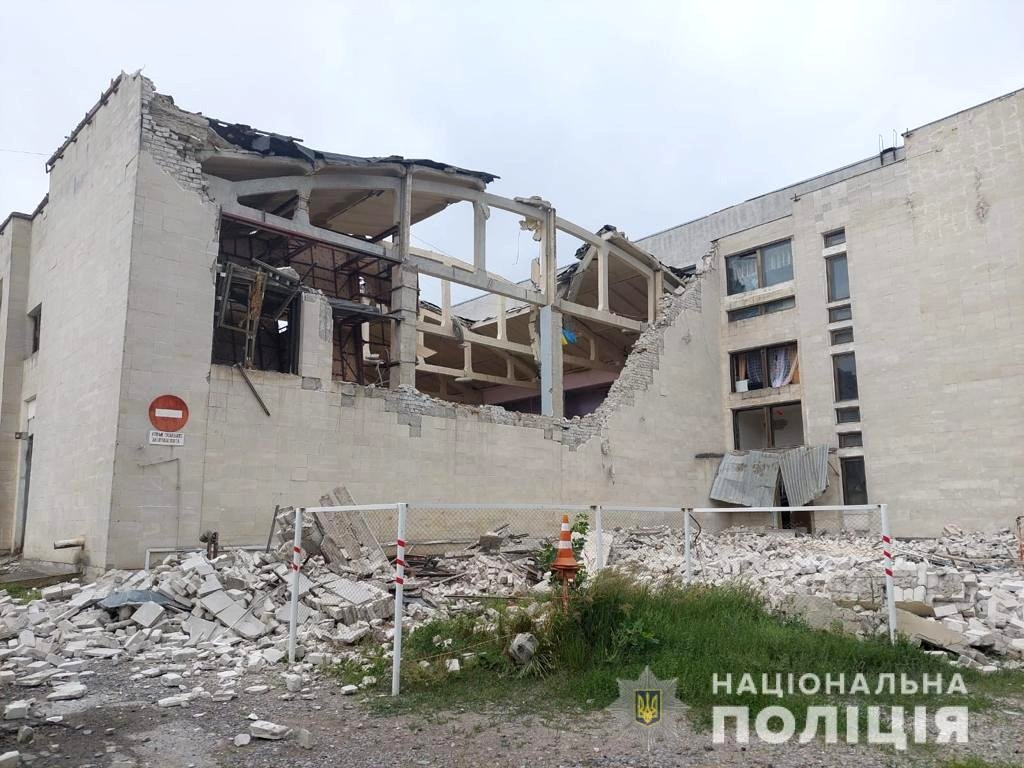
Sportpalast des Polytechnischen Instituts
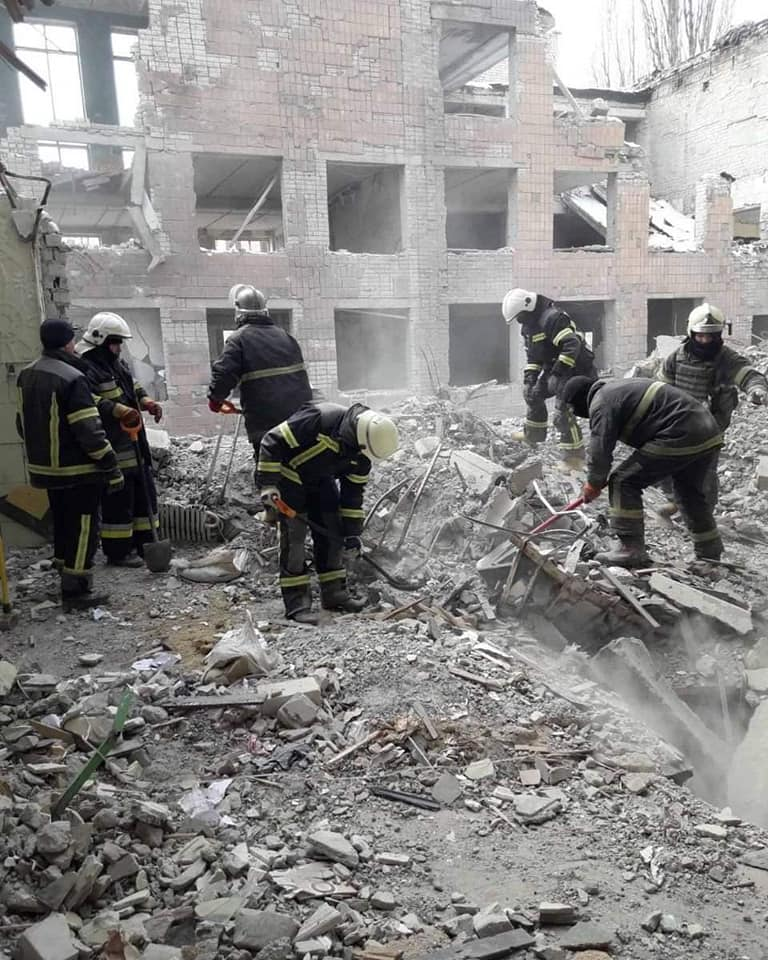
Bergungsarbeiten in einem Wohnhaus
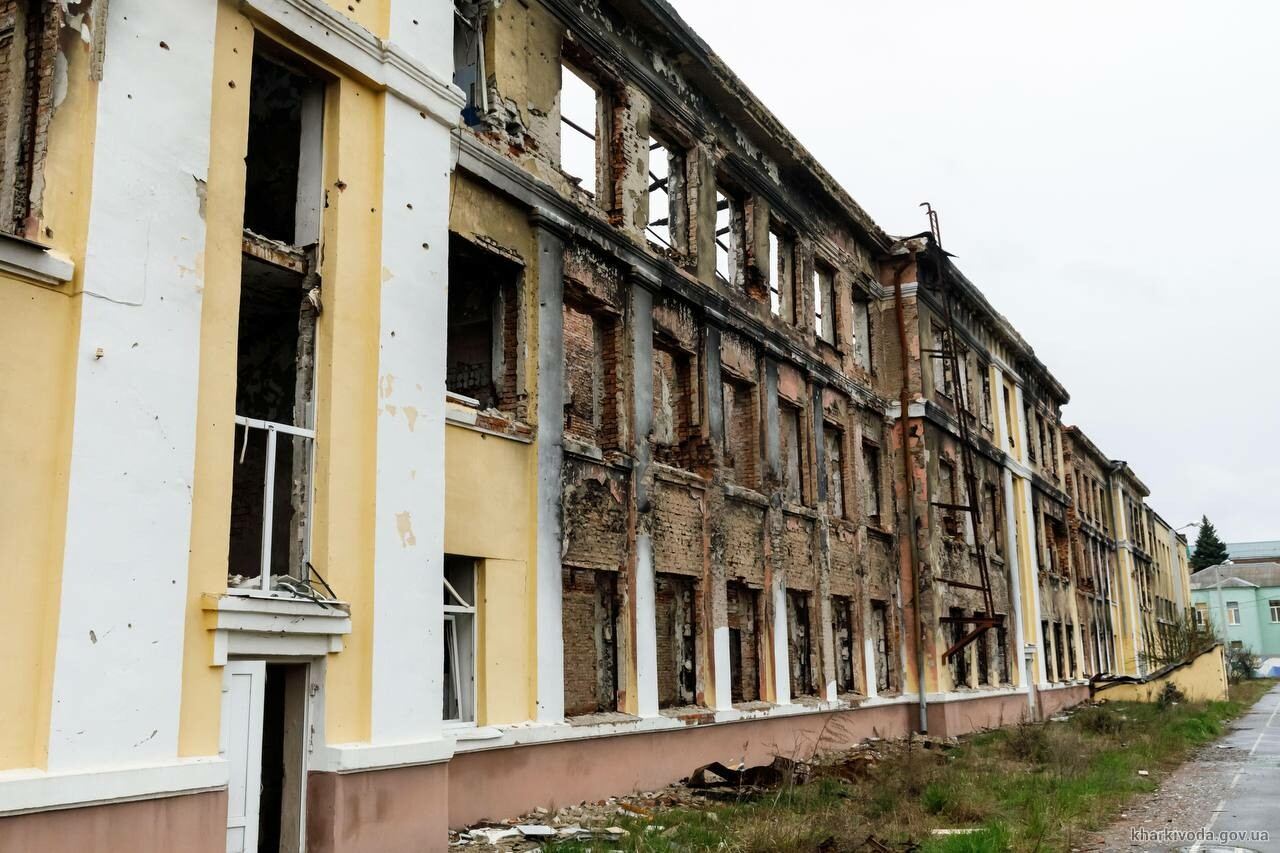
Fachschule Nr. 134

## Weitere Entwicklung
Wiederholt wurde die Stadt im Jahr 2023 mit Raketen und Drohnen angegriffen, wobei erneut Zivilisten getötet und verletzt sowie Gebäude zerstört wurden. Dies setzte sich auch im Jahr 2024 fort. Der ukrainische Staatspräsident betonte die Anfälligkeit der Stadt für russische Luftangriffe im Frühjahr 2024.
Im April 2024 wurde berichtet, dass die ukrainische Regierung eine erneute russische Offensive auf Charkiw erwartet. Der ukrainische Militärnachrichtendienst behauptete, dass eine russische Offensive im „späten Frühjahr, Anfang Sommer [...] Ende Mai, Anfang Juni“ erfolgen werde. Laut dem ukrainischen Staatspräsident waren Verteidigungsstellungen bzw. Schutzwälle rund um Charkiw im April 2024 weitgehend fertiggestellt. Ein Militärexperte behauptete im April 2024, dass Charkiw, über zwei Jahre hinweg „zur Festung ausgebaut“ wurde. Im April 2024 gab der russische Außenminister Sergei Lawrow an, dass Charkiw eine „wichtige Rolle“ im Plan des russischen Staatspräsidenten Wladimir Putin spiele, eine entmilitarisierte Zone in der Ukraine zu errichten. Dadurch sollten russische Grenzsiedlungen vor ukrainischen Gegenangriffen geschützt werden. Putin habe laut Lawrow deutlich gemacht, dass man die Frontlinie weit genug in die Ukraine hineindrücken müsse.